# Ballyknockan
Ballyknockan (en irlandais : Buaile an Chnocáin) est un petit village du comté de Wicklow en Irlande. Il est situé dans l'ouest des montagnes de Wicklow, au bord du réservoir Poulaphouca. Il est connu pour ses carrières de granite qui ont fourni depuis le début du XIXe siècle la pierre pour des édifices comme les Chambres du Parlement Irlandais, abritant au College Green de Dublin la Bank of Ireland depuis le début du XIXe siècle, le phare de Dún Laoghaire ou encore la cathédrale de Liverpool. Le Ballyknockan Music Festival se tient également tous les étés.